# Typhaeus momus
Typhaeus momus là một loài bọ cánh cứng trong họ Geotrupidae. Loài này được Olivier miêu tả khoa học năm 1789.